# Kuala Lumpur Rovers
Kuala Lumpur Rovers Football Club, oder einfach KL Rovers FC, ist ein Fußballverein aus Kuala Lumpur. Aktuell spielt die Fußballmannschaft in der dritthöchsten Liga des Landes, der Malaysia M3 League. Die Mannschaft ist auch unter dem Namen The City Boys bekannt.

## Stadion
Seine Heimspiele trägt der Verein im Kuala Lumpur Stadium in Kuala Lumpur aus. Das Stadion hat ein Fassungsvermögen von 18.000 Personen.

## Spieler
Stand: August 2020
| Nr. |                | Position | Name                   |
| --- | -------------- | -------- | ---------------------- |
| 1   | Malaysia       | TW       | Abdul Ghafur Samsudin  |
| 2   | Malaysia       | AB       | Lokman Hakim Saifuddin |
| 3   | Malaysia       | AB       | Zaiful Hakim           |
| 4   | Malaysia       | AB       | Arman Fareez           |
| 6   | Malaysia       | AB       | Shamirul Rani          |
| 7   | Elfenbeinküste | ST       | Davy Claude Angan      |
| 8   | Malaysia       | MF       | Syafiq Khor Kamal Khor |
| 9   | Malaysia       | MF       | Najmuddin Samat        |
| 10  | Malaysia       | AB       | Abdul Halim Harun      |
| 11  | Malaysia       | AB       | Syed Ariff Syed Uzir   |
| 13  | Malaysia       | MF       | Hafizi Shari           |
| 14  | Malaysia       | ST       | Ammar Anuwar           |
| 15  | Malaysia       | AB       | Izzat Ikmal Azpawi     |
| 16  | Argentinien    | ST       | Ezequiel Agüero        |

| Nr. |          | Position | Name                             |
| --- | -------- | -------- | -------------------------------- |
| 17  | Malaysia | AB       | Aiman Syazwan Abdullah           |
| 18  | Malaysia | TW       | Ameerul Eqhwan                   |
| 19  | Malaysia | MF       | Hazrin Jamil                     |
| 20  | Malaysia | MF       | Akhir Bahari                     |
| 21  | Malaysia | MF       | Hafiz Kamal (Mannschaftskapitän) |
| 23  | Malaysia | AB       | Na'im Nazmi Zainuddin            |
| 24  | Malaysia | AB       | Hakim Ismail                     |
| 25  | Malaysia | ST       | Adiel Nur Iman Nekmat            |
| 26  | Malaysia | TW       | Asyraaf Omar                     |
| 27  | Malaysia | AB       | Ahmad Shahir Ismail              |
| 33  | Malaysia | MF       | Afiq Razali                      |
| 71  | Malaysia | ST       | Asnan Awal Hisham                |
| 77  | Malaysia | ST       | Syafwan Syahlan                  |
| 88  | Malaysia | AB       | Meer Adam Shah                   |

## Saisonplatzierung
| Saison | Līga               | Platz | FA Cup |
| ------ | ------------------ | ----- | ------ |
| 2020   | Malaysia M3 League |       |        |
| 2021   | Malaysia M3 League |       |        |

Die Saison 2020 wurde wegen der COVID-19-Pandemie abgebrochen.